# 2021年湯加大選
2021年湯加大選於2021年11月18日（星期四）舉行，由民眾選舉汤加立法会其中17席，另外9席從貴族推選。直選選民約6萬人。

## 選舉制度
汤加立法会其中17個議席由單議席選區直接選舉產生，以領先者當選。9席從貴族推選產生。首相內閣可包括至多4名未被選舉進入立法會的成員，他們在進入內閣後會自動成為立法會議員。

## 選舉結果
所有當選議員全是男性，有9名新直選議員。時任首相波希瓦·图伊奥内托阿在「湯加塔布10」選區成功連任議員。
選舉委員會表示投票率有62%。
2021年12月15日，肖西·索瓦萊尼在湯加立法會以16票支持當選下任首相。